# Ondores (distrito)
Ondores é um distrito da província de Junín, localizado do Departamento de Junín, Peru.

## Transporte
O distrito de Ondores é servido pela seguinte rodovia:
- JU-100, que liga o distrito à cidade de Junín [2][3][4]